# Partanna
Partanna – miejscowość i gmina we Włoszech, w regionie Sycylia, w prowincji Trapani.
Według danych na rok 2004 gminę zamieszkiwało 11 376 osób, 138,7 os./km².